# Liste der K-Pop-Girlgroups
Dies ist eine Liste der K-Pop-Girlgroups nach dem Jahr ihres Debüts, da das Gründungsjahr nicht immer nachvollziehbar ist. Zwischen Gründung und Debüt einer Gruppe können teilweise mehrere Jahre liegen (z. B. BTS: Gründung 2010, Debüt 2013). Weiterhin ist für die Zuordnung einer Gruppe zur entsprechenden K-Pop-Generation der Zeitpunkt ihres Debüts, nicht das Jahr der Gründung entscheidend. Die Spalte Mitglieder enthält – soweit möglich – die Anzahl der Mitglieder in der aktuellen bzw. letzten Besetzung. Die Liste enthält
- keine Rockbands
- keine temporären Gruppen
- keine virtuellen Gruppen
- keine Sub-units (Untergruppen) der K-Pop-Gruppen
- Gruppen, die vom Debüt bis zur Auflösung ungefähr 18 Monate oder weniger existierten

Für K-Pop Interessierte empfiehlt sich nachstehende Reihenfolge der Wikipedia-Artikel
1. K-Pop
2. Koreanisches Idol
3. K-Pop-Generationen
4. Liste der K-Pop-Girlgroups und Liste der K-Pop-Boygroups
5. K-Pop-Gruppen (verlinkte Gruppen aus der Liste der K-Pop-Girlgroups und der Liste der K-Pop-Boygroups)

Stand der Tabelleneinträge: 13. August 2025 (284 Girlgroups, 12 Co-Ed-groups)
Co-Ed-groups sind Gruppen mit Jungen und Mädchen.

## 1990 bis 1999
| Name        | Debütjahr | Mitglieder | Namen | Auflösung                                   | Talentagentur                                                                                | Bild |
| ----------- | --------- | ---------- | --- | ------------------------------------------- | -------------------------------------------------------------------------------------------- | ---- |
| Roo’ra a    | 1994 2009 | 3          | Sangmin Rina (ab 1995) Jihyun (bis 1997, 1999–2009) Youngwook (bis 2001) Junghwan (bis 1995) Mikey Romeo (1997–1999)                                                      | 2001 2009                                   | EMI Records                                                                                  |      |
|             |           |            | |                                             |                                                                                              |      |
| Baby V.O.X. | 1997      | 5          | Kim E-Z Lee Hee-jin Kan Mi-youn Shim Eun-jin (1998–2004) Yoon Eun-hye (1999–2005) Cha Yu-mi (1997) Jang Hyun-jung (bis 1998) Jung Shi-woon (bis 1998) Lee Gai (1998–1999) | 2006                                        | DR Music                                                                                     |      |
| Diva        | 1997      | 3          | Vicky Jini (bis 1998, ab 1999) Lee Min-kyoung Chae Ri-na (bis 1999) | 2006                                        | Cream Records, Kiss Entertainment und Zam Entertainment                                      |      |
| S.E.S.      | 1997 2016 | 3          | Bada Eugene Shoo | 2002 2017                                   | SM Entertainment                                                                             |      |
|             |           |            | |                                             |                                                                                              |      |
| Fin.K.L     | 1998      | 4          | Lee Hyori Ock Joo-hyun Lee Jin Sung Yu-ri | 2002 Reunion 2005 Reunion 2008 Reunion 2019 | DSP Media (RBW-Gruppe)                                                                       |      |
| Koyote a    | 1998      | 3          | Shin Ji Jong Min (ab 2000) Bbaek Ga (ab 2004) Cha Seung Min (bis 2000) Kim Goo (bis 2002) Kim Young Wan (nur 2002) Jung Myung Hoon (nur 2003)                             | Aktiv                                       | Trifecta Entertainment J-G Star (seit 2022)                                                  |      |
| O-24        | 1998      | 3 (4)      | Lee Ga-Hye Ahn Mi-Jung Kim Min-Ji Ju Yeon-Jung (bis März 1999) | 2001                                        | Yedang Entertainment                                                                         |      |
|             |           |            | |                                             |                                                                                              |      |
| CLEO        | 1999 2023 | 3          | Chae Eunjung (bis 2004, seit 2023) Dini (seit 2023) Dogyoung (seit 2023) Kim Ha-na (1999–2005) Park Ye-eun (1999–2000) Han Hyun-jung (2000–2005) Jung Ye-bin (2004–2005)  | 2005 Aktiv                                  | Doremi Media (bis 2002) Gaonix (2002-03) EMI Korea (2004-05) New X Entertainment (seit 2023) |      |

## 2000 bis 2009
| Name              | Debütjahr | Mitglieder | Namen | Auflösung                      | Talentagentur | Bild |  |
| ----------------- | --------- | ---------- | --- | ------------------------------ | --- | ---- |  |
| Jewelry           | 2001      | 4          | Kim Ye-won (ab 2011) Baby J (Ha Joo-yeon) (ab 2008) Kim Eun-jung (nur 2001) Jung Yoo-jin (nur 2001) Kim Eun-jung (ab 2008) Lee Ji-hyun (bis 2006) Min-ah (Cho Jin-joo ) (2002–2006) Park Jung-ah (bis 2010) Seo In-young (2002–2010) Park Semi (ab 2010)                                            | 2015 Reunion 2018 Reunion 2022 | Star Empire Entertainment |      |  |
| M.I.L.K.          | 2001      | 4          | Park Hee-von Kim Bo-mi Bae Yu-mi Seo Hyun-jin | 2003                           | SM Entertainment |      |  |
|                   |           |            | |                                | |      |  |
| Big Mama          | 2003 2021 | 4          | Shin Yeona Lee Jiyoung Lee Younghyun Park Minhye | 2012 Aktiv                     | YG Entertainment (bis 2010) Tailruns Media (2010 bis 2012) Kakao Entertainment (seit 2021)                                                      |      |  |
|                   |           |            | |                                | |      |  |
| Gavy NJ           | 2005      | 3          | 1. Formation (bis 2010) Hyemin, Heeyoung, Sihyeon 2. Formation (2010–2012) Heeyoung, Sihyeon, Misty 3. Formation (2012–2016) Sihyeon, Jenny, Gunji 4. Formation (seit 2016) Jenny, Gunji, Seorin | Aktiv                          | Good Berry Entertainment (2005–2006) Vitamin Entertainment (2008–2010) Good Fellas Entertainment (2010–2022) DSP Media (RBW-Gruppe) (seit 2022) |      |  |
| LPG               | 2005      | 3 bis 6    | 1. Formation (bis 2008) Yeonoh, Yoonah, Hanyoung, Sooah 2. Formation (2009–2013) Yumi, Semi, Gayoung, Suyun, Eunbyul, Daeun (bis Juni 2010) 3. Formation (ab 2013) Rahee, Rika, Lani, Yuju, Ahyul, Jieun (bis Juli 2016) 4. Formation (bis Oktober 2016) Jiwon, Songha, Riwon                       | 2016                           | Aquagro Entertainment |      |  |
| The Grace         | 2005      | 3          | Lina (Lee Ji-yeon) Dana (Hong Sung-mi) Sunday (Jin Bo-ra) Stephanie (Kim Bo-kyung) (bis 2010) | seit 2010 Inaktiv              | SM Entertainment |      |  |
|                   |           |            | |                                | |      |  |
| Brown Eyed Girls  | 2006      | 4          | JeA (Kim Hyo-jin) Miryo (Jo Mi-hye) Narsha (Park Hyo-jin) Gain (Son Ga-in) | Aktiv                          | Nega Network (bis 2015) Mystic Entertainment (seit 2015)                                                                                        |      |  |
| SeeYa             | 2006      | 4          | Kim Yeonji Lee Bo Ram Nam Gyuri (bis 2009, seit 2010) Lee Soomi (2009–2010) | 2011                           | Mnet (2006–2009) CCM (2009–2011) |      |  |
|                   |           |            | |                                | |      |  |
| 8Eight a          | 2007      | 3          | Lee Hyun Baek Chan Joo Hee | 2014                           | Big Hit Entertainment |      |  |
| Baby V.O.X Re.V   | 2007      | 7          | An Jin-kyoung Oh Min-jin Yang Eun-ji Hwang Yeon-kyoung Park So-ri Han Ae-ri Myung Sa-rang | 2009                           | DR Music |      |  |
| Black Pearl       | 2007      | 4          | Hwieun Jungmin Nami Youngjoo | 2012                           | Core Contents Media |      |  |
| Girls’ Generation | 2007      | 8          | Taeyeon (Kim Taeyeon) Sunny (Susan Soonkyu Lee) Hyoyeon (Kim Hyo-yeon) Yuri (Kwon Yu-ri) Yoona (Lim Yoon-a) Tiffany (Tiffany Young) Seohyun (Seo Ju-hyeon) Sooyoung (Choi Sooyoung) Jessica (Jessica Sooyeon Jung) (bis 2014)                                                                       | Aktiv                          | SM Entertainment |      |  |
| KARA              | 2007 2022 | 5          | Park Gyu-ri (Gyuri) Han Seung-yeon (Seungheon) Nicole Yongju Jung (Nicole) Kang Ji-young (Jiyoung) Heo Young-ji (Youngji) Kim Sung-hee (Sunghee) (bis 2008) Goo Ha-ra (Hara) (2008 bis 2015) | 2016 Aktiv                     | DSP Media (RBW-Gruppe) |      |  |
| Sunny Hill        | 2007      | 3          | Bitna (Seung-ah) Eunju Geonhee Janghyun (Kim Janghyun) (bis 2014) Jubi (Kim Eun-young) (bis 2019) Misung (Lee Misung) (bis 2019) Kota (Ahn Jin-ah) (bis 2023) | Aktiv                          | BOD Entertainment |      |  |
| Wonder Girls      | 2007      | 4          | Kim Yubin Park Yeeun Lee Sunmi (inaktiv 2010–2015) Woo Hyerim (ab 2010) Kim Hyuna (nur 2007) Ahn Sohee (bis 2015) Min Sunye (bis 2015) | 2017                           | JYP Entertainment |      |  |
|                   |           |            | |                                | |      |  |
| Davichi           | 2008      | 2          | Lee Hae-ri Kang Min-kyung | Aktiv                          | Core Contents Media (bis 2014) CJ ENM (seit 2014)                                                                                               |      |  |
|                   |           |            | |                                | |      |  |
| 2NE1              | 2009      | 4          | CL (Lee Chae-lin) Park Bom Dara (Sandara Park) Minzy (Gong Min-ji) (bis 2016) | 2016                           | YG Entertainment |      |  |
| 4Minute           | 2009      | 5          | Nam Jihyun Heo Gayoon Jeon Jiyoon Kim Hyuna Kwon Sohyun | 2016                           | Cube Entertainment |      |  |
| After School      | 2009      | 5          | Raina (Oh Hye-rin) Nana (Im Jin-ah) E-Young (Noh Yi-young) Lizzy (Park Soo-young) Kaeun (Lee Ka-eun) Soyoung (Yoo So-young) (bis 2010) Bekah (Rebekah Kim) (bis 2011) Kahi (Park Ji-young) (bis 2012) Jooyeon (Lee Joo-yeon) (bis 2015) Jungah (Kim Jung-ah) (bis 2016) Uee (Kim Yu-jin) (bis 2017) | 2015 Reunion 2021              | Pledis Entertainment |      |  |
| f(x)              | 2009      | 4          | Victoria Song (Sòng Qiàn) Amber Liu Luna (Park Sun-young) Krystal Jung Sulli (Choi Jin-ri) (bis 2015) | Aktiv                          | SM Entertainment |      |  |
| JQT               | 2009      | 4          | Minjung Ji Eun Gajin Jinkyung | 2012                           | GP Entertainment |      |  |
| Rainbow           | 2009      | 7          | Go Woori Oh Seungah Kim Jaekyung Noeul Jung Yoonhye Kim Jisook Jung Hyunyoung | 2016 Reunion 2019              | DSP Media (RBW-Gruppe) |      |  |
| Secret            | 2009      | 4          | Jun Hyoseong Jung Hana Song Jieun Han Sunhwa | 2018                           | TS Entertainment |      |  |
| T-ara             | 2009      | 4          | Qri (Lee Ji-hyun) Eunjung (Ham Eun-jung) Hyomin (Park Sun-young) Jiyeon (Park Ji-yeon) Jiae (Lee Ji-ae) (nicht debütiert) Jiwon (Yang Ji-won) (nicht debütiert) Hwayoung (Ryu Hwa-young) (2010–2012) Areum (Lee A-reum) (nur 2012) Boram (Jeon Bor-am) (bis 2017) Soyeon (Park In-jung) (bis 2017)  | Aktiv                          | Mnet Media |      |  |
| Urban Zakapa a    | 2009      | 3          | Kwon Soon-il Jo Hyun-ah Park Yong-in | Aktiv                          | Abyss Company |      |  |

## 2010 bis 2019

### 2010
| Name           | Debüt       | Mitglieder | Namen | Auflösung         | Talentagentur                                        | Bild |
| -------------- | ----------- | ---------- | --- | ----------------- | ---------------------------------------------------- | ---- |
| Co-ed School a | 28. Oktober | 10         | Soomi Kwanghaeng Yoosung Taewoon Kangho Chanmi Noori Hyoyoung Hyewon Sungmin                                                                                            | 2013              | Core Contents Media (umbenannt in MBK Entertainment) |      |
| Girl’s Day     | 9. Juli     | 4          | Sojin (Park So-jin) Yura (Kim Ahyoung) Minah (Bang Min-ah) Hyeri (Lee Hye-ri) Jihae (Woo Ji-hae) (bis 2012) Jisun (Hwang Ji-sun) (nur 2010) Jiin (Lee Ji-in) (nur 2010) | seit 2019 Inaktiv | Dream T Entertainment                                |      |
| GP Basic       | 15. August  | 5          | Zion Trinity Amet Mooi Janey | 2015              | Jacyhan International                                |      |
| Miss A         | 1. Juli     | 2          | Fei (Wang Feifei) Suzy (Bae Su-ji) Min (Lee Min-young) (bis 2017) Jia (Meng Ji-a) (bis 2016)                                                                            | 2017              | JYP Entertainment                                    |      |
| Nine Muses     | 12. August  | 4          | Gyeongree Hyemi Sojin Keumjo | 2019              | Star Empire Entertainment                            |      |
| Sistar         | 3. Juni     | 4          | Bora (Yoon Bo-ra) Hyorin (Kim Hyo-jung) Soyou (Kang Ji-hyun) Dasom (Kim Da-som)                                                                                         | 2017              | Starship Entertainment                               |      |

### 2011
| Name                        | Debüt       | Mitglieder | Namen | Auflösung        | Talentagentur                                                     | Bild |
| --------------------------- | ----------- | ---------- | --- | ---------------- | ----------------------------------------------------------------- | ---- |
| Apink                       | 19. April   | 5          | Chorong Bomi Eunji Namjoo Hayoung Yukyung (bis April 2013) Naeun (bis April 2022)                                                                             | Aktiv            | IST Entertainment                                                 |      |
| Blackswan (bis 2020: RaNia) | 6. April    | 4          | Fatou Gabi Sriya NVee Leia (bis Juli 2023) | Aktiv            | DR Music                                                          |      |
| Blady                       | 16. Mai     | 5          | Gabin Dayoung Giru Tina Ye Eun | 2017             | Star Planet Entertainment                                         |      |
| Brave Girls                 | 7. April    | 4          | Minyoung Youjoung Eunji Yuna | 16. Februar 2023 | Brave Entertainment                                               |      |
| Chocolat                    | 17. August  | 4          | Jaeyoon Min Soa Juliane Tia Melanie | 2017             | Paramount Music Entertainment                                     |      |
| Carcaro Girl                | 26. Mai     | 6          | Mihye Ara Seohwi Seonghwa Sihyeon Yebin | 2017             | Reverse Social                                                    |      |
| CHI CHI                     | 18. März    | 4          | Sui Shine Semi Azi Boreum (bis 2012) | 2013             | Trophy Entertainment                                              |      |
| C-Real                      | 13. Oktober | 5          | Chemi ReDee Effie Ann J Lenny | 2013             | NAP Entertainment                                                 |      |
| Dal Shabet                  | 3. Januar   | 6          | Subin (Park Su-bin) Serri (Park Mi-yeon) Ah Young (Cho Ja-young) Woohee (Bae Wo-hee) Kaeun (Cho Ka-eun) Jiyul (Yang Jung-yoon) Viki (Kang Eun-hye) (bis 2012) | Aktiv            | Happy Face Entertainment (2019 umbenannt in Dreamcatcher Company) |      |
| F-ve Dolls                  | 20. Januar  | 6          | Hyoyoung Hyewon Eunkyo Nayeon Seunghee Yeonkyung | 2015             | Core Contents Media (umbenannt in MBK Entertainment)              |      |
| Piggy Dolls                 | 5. Januar   | 3          | Lee Jie-young Lee Eun-yeong Kang Eun-yeong | 2013             | Winning Insight                                                   |      |
| Stellar                     | 28. August  | 4          | Minhee (seit 2012) Hyoeun (seit 2012) Soyoung (seit 2017) Youngheun (seit 2017) Leeseul (bis 2012) JoA (bis 2012) Gayoung (bis 2017) Jeonyul (bis 2017)       | 2018             | The Entertainment Pascal                                          |      |

### 2012
| Name        | Debüt        | Mitglieder | Namen | Auflösung         | Talentagentur                                                         | Bild |
| ----------- | ------------ | ---------- | --- | ----------------- | --------------------------------------------------------------------- | ---- |
| AOA         | 9. August    | 3          | Hyejeong Seolhyun Chanmi Youkyung (bis 2016) ChoA (bis 2017) Mina (bis 2019) Jimin (bis 2020) Yuna (bis 2021)     | Aktiv             | FNC Entertainment                                                     |      |
| Crayon Pop  | 24. Juli     | 4          | Geummi (Baek Bo-ram) Choa (Heo Min-jin) Ellin (Kim Min-young) Way (Heo Min-sun) Soyul (Park Hye-kyung) (bis 2017) | seit 2016 Inaktiv | Chrome Entertainment                                                  |      |
| EvoL        | 10. August   | 5          | J-da Yull Jucy Hayana Say                                                                                         | 2015              | Stardom Entertainment                                                 |      |
| EXID        | 16. Februar  | 5          | Solji Elly Hani Hyelin Jeonghwa                                                                                   | Aktiv             | AB Entertainment (2012–2014) Banana Culture Entertainment (2014–2020) |      |
| Fiestar     | 31. August   | 5          | Jei Cao Lu Linzy Hyemi Yezi Cheska (bis 2014)                                                                     | 2018              | IST Entertainment                                                     |      |
| FlaShe      | 4. Juli      | 4          | Narae Seryeong Yaerin Sujin                                                                                       | 2020              | CGM Entertainment                                                     |      |
| GLAM        | 19. Juli     | 4          | Jiyeon Zinni Dahee Miso                                                                                           | 2014              | Big Hit Entertainment                                                 |      |
| Hello Venus | 9. Mai       | 6          | Alice Nara Lime Yooyoung Seoyoung Yeoreum Yooara (bis 2014) Yoonjo (bis 2014)                                     | 2019              | Tricell Media (bis 2014) Fantagio (seit 2014)                         |      |
| Puretty     | 5. September | 5          | Hyein Siyoon Chaekyung Somin Ja Eun                                                                               | 2014              | DSP Media (RBW-Gruppe)                                                |      |
| Queen B'Z   | 16. Oktober  | 5          | Meari Seulyi Juha Nora-Born Rumi                                                                                  | 2017              | JS Entertainment                                                      |      |
| She'Z       | 17. Mai      | 4          | Jina Taeyeon Seyeon Jiyoung                                                                                       | 2016              | Line Entertainment                                                    |      |
| Six Bomb    | 27. Januar   | 3          | Soa Dain I Sol | 2021              | World Event Agency                                                    |      |
| SKarf       | 16. August   | 4          | Tasha Jenny YooA Hana                                                                                             | 2014              | Alpha Entertainment                                                   |      |
| Spica       | 9. Februar   | 5          | Kim Boa Park Sihyun Park Narae Yang Jiwon Kim Bohyung                                                             | 2017              | B2M Entertainment (bis 2015) CJ ENM (seit 2015)                       |      |
| Sunny Days  | 18. Mai      | 5          | Sunkyung Dayoung Dasom Jungyun Heuira                                                                             | 2016              | Haeun Entertainment                                                   |      |
| Tahiti      | 23. Juli     | 4          | Minjae Miso Jerry Ari                                                                                             | 2018              | JLine Entertainment                                                   |      |
| The SeeYa   | 15. November | 4          | Minkyung Yoojin Youngjoo Yeonkyung                                                                                | 2015              | Core Contents Media (umbenannt in MBK Entertainment)                  |      |
| Tiny-G      | 3. August    | 4          | J.Min Mint Dohee Myungji                                                                                          | 2016              | GNG Production                                                        |      |
| Two X       | 16. August   | 4          | JiU Eun Surin Eunyoung                                                                                            | 2018              | J. Tune Camp                                                          |      |

### 2013
| Name                   | Debüt                         | Mitglieder | Namen                                                                        | Auflösung         | Talentagentur                                                          | Bild |
| ---------------------- | ----------------------------- | ---------- | ---------------------------------------------------------------------------- | ----------------- | ---------------------------------------------------------------------- | ---- |
| 2Eyes                  | 20. Juni                      | 4 (5)      | Hyangsuk Dasom Hyerin Daeun Yeonjun (bis 2015)                               | 2017              | SidusHQ                                                                |      |
| AGirls                 | 21. Oktober                   | 4          | Yeonju Areum Jane Hyeji                                                      | 2017              | Star Bay Entertainment                                                 |      |
| AltheA                 | 13. Mai                       | 5          | Yoon Jihyun MOA Lee Sohee Park Dahye Lee Minchae                             | 2015              | Deal Entertainment                                                     |      |
| Bestie                 | 11. Juli                      | 2          | Hyeyeon Haeryung UJi (bis 2017) Dahye (bis 2017)                             | 2018              | YNB Entertainment                                                      |      |
| BPPOP                  | 16. Januar                    | 5          | Pyunji Jane CU Inkyung Yujin                                                 | 2015              | BP Story Entertainment                                                 |      |
| Global Icon            | 3. März 2024 Comeback geplant | 4          | Heeso (bis 2016) Dokyung (bis 2016) AI (bis 2016, seit 2024) Lli Hyena Yebin | 2016              | Simtong Entertainment                                                  |      |
| Hint (bis 2017: Turan) | 10. Juli                      | 5          | Cherry Hyejin Arra Haesol Nael                                               | 2022              | Star Pro Entertainment (bis 2017) Swan Media Entertainment (seit 2017) |      |
| K-Girls                | 18. November                  | 4          | Hyoin B.NA Ahra Hannah                                                       | 2015              | Beauty Korea                                                           |      |
| Ladies’ Code           | 7. März                       | 3          | Ashley Sojung Zuny EunB († September 2014) RiSe († September 2014)           | seit 2020 Inaktiv | Polaris Entertainment                                                  |      |
| Live High              | 30. Juli                      | 3          | Ceena Gabin Bohye                                                            | 2019              | Red Creative Company                                                   |      |
| Pungdeng-E             | 12. Dezember                  | 3          | Red Yellow Blue                                                              | 2020              | DOMA Entertainment                                                     |      |
| TINT                   | 30. Oktober                   | 5          | Mei Sangmi Mirim Jamie Minnie                                                | 2015              | GH Entertainment                                                       |      |
| WASSUP                 | 7. August                     | 4          | Nari Jiae Sujin Woojoo                                                       | 2019              | Mafia Records                                                          |      |

### 2014
| Name                          | Debüt         | Mitglieder | Namen | Auflösung         | Talentagentur                                                                                   | Bild |
| ----------------------------- | ------------- | ---------- | --- | ----------------- | ----------------------------------------------------------------------------------------------- | ---- |
| 4TEN                          | 26. August    | 3          | Hyeji HeeO Hyejin | 2018              | Jungle Entertainment                                                                            |      |
| A-Daily                       | 3. Dezember   | 6          | Sena Ziu Jei Youngbi ChaeE NoA                                                                                              | 2016              | DK Entertainment                                                                                |      |
| Akdong Musician a (AKMU)      | 6. April      | 2          | Lee Soo-hyun Lee Chan-hyuk                                                                                                  | Aktiv             | YG Entertainment                                                                                |      |
| A.Kor                         | 5. September  | 5          | Jiyoung (Ahn Ji-young) Minju (Guk Min-ju) Kemy (Kim Kyung-mi) Taehee (Kim Tae-hee) Daya (Jung Sung-mi)                      | 2017              | Doo Republic Entertainment                                                                      |      |
| A.N.D.S                       | 15. September | 3          | Yeoul Lydia Rai | 2017              | CGM Entertainment                                                                               |      |
| Badkiz                        | 14. März      | 4          | Eunyu Seoeun Rosy Yousi | 2017              | Zoo Entertainment (bis 2019) LOUDers Entertainment (2019 bis 2022) US Entertainment (seit 2022) |      |
| Bay.B                         | 16. Mai       | 3          | Miho Seola Miel | 2016              | CAN Entertainment                                                                               |      |
| Berry Good                    | 21. Mai       | 4 (6)      | Gowoon Seoyul Sehyung Johyun (ab 2017) Taeha (bis 2019) Daye (2015–2019) Subin (bis 2015) Iera (bis 2015) Nayeon (bis 2015) | 2021              | Asia Bridge Entertainment (bis 2016) JTG Entertainment (seit 2016)                              |      |
| D.Holic                       | 23. August    | 4          | Rena EJ Hami Hwajung | 2017              | Star Road Entertainment                                                                         |      |
| Dreamcatcher (bis 2016: MINX) | 18. September | 7          | JiU SuA Siyeon Handong Yoohyeon Dami Gahyun                                                                                 | Aktiv             | Happy Face Entertainment (2019 umbenannt in Dreamcatcher Company)                               |      |
| Laboum                        | 28. August    | 4          | Soyeon Jinyea Haein Solbin Yujeong (bis September 2021) Yulhee (bis November 2017)                                          | seit 2022 Inaktiv | NH Media + Nega Networks (bis 2021) Interpark Music Plus (seit 2021)                            |      |
| Lovelyz                       | 12. November  | 8          | Baby Soul Jiae Jisoo Mijoo Kei Jin Sujeong Yein                                                                             | 2021              | Woollim Entertainment                                                                           |      |
| Mamamoo                       | 19. Juni      | 4          | Solar Moonbyul Wheein Hwasa                                                                                                 | Aktiv             | RBW                                                                                             |      |
| MelodyDay                     | 25. Februar   | 4          | Yeoeun Yoomin Yein Chahee                                                                                                   | 2018              | Cre.Ker Entertainment                                                                           |      |
| N*White                       | 16. September | 4          | Soohyun Subin Hakyung Lina                                                                                                  | 2016              | J&J Entertainment                                                                               |      |
| Purfles                       | 26. Oktober   | 3          | Geonhee Eunyong Wooyoung | 2016              | Crescendo Music                                                                                 |      |
| Red Velvet                    | 1. August     | 5          | Irene Wendy Seulgi Joy Yeri                                                                                                 | Aktiv             | SM Entertainment                                                                                |      |
| Sonamoo                       | 24. Dezember  | 7          | Minjae D.ana Euijin NewSun High.D Sumin (bis September 2019) Nahyun (bis September 2019)                                    | 2021              | TS Entertainment                                                                                |      |
| Year 7 Class 1                | 14. Januar    | 7          | Baek Sehee Kang Minju Shin Ee-Rang Kwon Sojung Han Bitna Yoo Hwa Go Eunshil                                                 | 2018              | DRB Entertainment                                                                               |      |

### 2015
| Name         | Debüt         | Mitglieder | Namen | Auflösung         | Talentagentur                                              | Bild |
| ------------ | ------------- | ---------- | --- | ----------------- | ---------------------------------------------------------- | ---- |
| April        | 24. August    | 6          | Chaewon Naeun Yena Jinsol Somin (nur 2015) Hyunjoo (bis 2016) Chaekyung (seit 2016) Rachel (seit 2016)               | 2022              | DSP Media (RBW-Gruppe)                                     |      |
| Baby Boo     | 5. Juni       | 3          | Shine Ha One Hyo Kyung                                                                                               | 2020              | Hyunda Entertainment                                       |      |
| Bambino      | 23. Juni      | 3          | Dahee Minhee Seo | 2017              | JS Entertainment                                           |      |
| CLC          | 19. März      | 3          | Seunghee Yujin Eunbin Seungyun (bis März 2022) Yeeun (bis März 2022) Elkie (bis Februar 2021) Sorn (bis März 2021)   | seit 2021 Inaktiv | Cube Entertainment                                         |      |
| DIA          | 14. September | 6          | Eunice Jueun Huihyeon Yebin Chaeyeon Eunchae Seunghee (bis 2016) Eunjin (bis 2018) Jenny (bis 2019) Somyi (bis 2022) | seit 2022 Inaktiv | MBK Entertainment                                          |      |
| GFriend      | 16. Januar    | 6          | Sowon Yerin Eunha Yuju SinB Umji                                                                                     | 2021              | Source Music (Hybe-Corporation-Gruppe)                     |      |
| GIRLSGIRLS   | 9. Dezember   | 4          | Rina Bori Aryoung Miso (bis 2019)                                                                                    | 2019              | H Brothers Entertainment                                   |      |
| Hady         | 30. September | 4          | Dayoung Areum Yerin Haena                                                                                            | 2017              | Kings Entertainment                                        |      |
| Hotties      | 5. Oktober    | 4          | Gyuri Soyul Ellie Hyerin                                                                                             | 2017              | Solreino Entertainment                                     |      |
| I.C.E        | 16. November  | 3          | Kimmi Dahye Minju | 2022              | HS Entertainment                                           |      |
| Icia         | 19. Oktober   | 3          | Nayoon Vandi Youmin                                                                                                  | 2019              | DAM Entertainment                                          |      |
| Laysha       | 12. Mai       | 4          | Goeun Chaejin Jian Bitna                                                                                             | Aktiv             | Double Media                                               |      |
| Oh My Girl   | 20. April     | 6          | Hyojung Mimi YooA Seunghee Yubin Arin JinE (bis Oktober 2017) Jiho (bis Mai 2022)                                    | Aktiv             | WM Entertainment                                           |      |
| Playback     | 25. Juni      | 2          | Yunji Eunjin Hayoung (bis Juni 2020) Yujin (bis November 2019) Woolim (bis Mai 2021)                                 | seit 2020 Inaktiv | Clear Company (bis 2015) Coridel Entertainment (seit 2015) |      |
| Pocket Girls | 10. April     | 3          | Yeonji Habin Celine                                                                                                  | Aktiv             | MissDica Entertainment                                     |      |
| PPL          | 30. Oktober   | 6          | Gakyung Dahee Yujin Azi Ah Hee SolA                                                                                  | 2018              | Parksal Entertainment                                      |      |
| Rubber Soul  | 10. Februar   | 2          | Choi Cho Kim Lala (bis 2017)                                                                                         | Aktiv             | Universal Music, Happy Tribe Entertainment und With HC     |      |
| Twice        | 20. Oktober   | 9          | Nayeon Jeongyeon Momo Sana Jihyo Mina Dahyun Chaeyoung Tzuyu                                                         | Aktiv             | JYP Entertainment                                          |      |
| Wanna.B      | 20. Juli      | 5          | Sejin Roeun Lina Ami Eunsom                                                                                          | 2019              | Zenith Media Contents                                      |      |

### 2016
| Name                         | Debüt        | Mitglieder | Namen | Auflösung         | Talentagentur                                   | Bild |
| ---------------------------- | ------------ | ---------- | --- | ----------------- | ----------------------------------------------- | ---- |
| BaBa                         | 25. Februar  | 5          | Pureum Sooreem Starlight Chaeha Johwa | 2020              | PR Entertainment                                |      |
| Blackpink                    | 8. August    | 4          | Jisoo Jennie Rosé Lisa | Aktiv             | YG Entertainment                                |      |
| Bling                        | 4. Mai       | 5          | Rian Seohyang Sia Mint Gaon | 2018              | PS Creative Entertainment                       |      |
| Cosmic Girls (WJSN)          | 25. Februar  | 10         | Seola Bona Exy Soobin Luda Dawon Eunseo Yeoreum Dayoung Yeonjung Xuan Yi (bis März 2023) Cheng Xiao (bis März 2023) Mei Qi (bis März 2023) | Aktiv             | Starship Entertainment und Yuehua Entertainment |      |
| Gugudan                      | 28. Juni     | 8          | Hana Mimi Haebin Nayoung Sejeong Sally Soyee Mina Hyeyeon (bis 2018)                                                                       | 2020              | Jellyfish Entertainment                         |      |
| HeyMiss                      | 6. Dezember  | 3          | Naru Hyunji Seula | Aktiv             | CG Entertainment                                |      |
| Holics                       | 15. März     | 5          | Yunseong MinA Yeonjung Hee-U Jei | 2022              | LPA Entertainment                               |      |
| I.O.I                        | 4. Mai       | 11         | Im Nayoung Kim Chungha Kim Sejeong Jung Chaeyeon Zhou Jie Qiong (Zhou) Kim Sohye Yu Yunjung Choi Yoojung Kang Mina Kim Doyeon Jeon Somi    | 2017 Reunion 2019 | YMC Entertainment                               |      |
| Momoland                     | 10. November | 6 (9)      | Hyebin Jane Nayun JooE Ahin Nancy Yeonwoo (bis November 2019) Taeha (bis November 2019) Daisy (bis Mai 2020)                               | 2023              | MLD Entertainment                               |      |
| PIU                          | 15. April    | 3          | Nami Huit Chaerin | 2018              | PurplePine Entertainment                        |      |
| Pristin (2016: Pledis Girlz) | 21. März     | 10         | Nayoung Roa Yuha Eunwoo Rena Kyulkyung Yehana Sungyeon Xiyeon Kyla                                                                         | 2019              | Pledis Entertainment                            |      |
| Sol-T                        | 3. Mai       | 4          | Gyeo Wool Doori Jini Chae Hee | 2018              | Probeat Company                                 |      |

### 2017
| Name                    | Debüt        | Mitglieder | Namen                                                                           | Auflösung         | Talentagentur                                                            | Bild |
| ----------------------- | ------------ | ---------- | ------------------------------------------------------------------------------- | ----------------- | ------------------------------------------------------------------------ | ---- |
| ABRY                    | 15. November | 2          | Gayun SeolA Yeji (bis 2019) Soeun (bis 2020)                                    | Aktiv             | withHC Entertainment                                                     |      |
| Alice (bis 2021: Elris) | 1. Juni      | 7          | EJ Do-A Chaejeong Yeonje Yukyung Sohee Karin                                    | Aktiv             | Hunus Entertainment (bis 2021) IOK Company (seit 2021)                   |      |
| BEBE6                   | 10. August   | 4          | Rena Bomah Lia Yoonseul                                                         | 2020              | K12 Company                                                              |      |
| Blah Blah               | 22. November | 5          | Jiwoo Eunyuri Hajung Seolhwa Hyoin                                              | 2019              | FAB Entertainment                                                        |      |
| BONUSbaby               | 1. Januar    | 5          | Moonhee Hayoon Chaehyun Dayun Gaon Kongyoo (bis 2018)                           | 2020              | Maroo Entertainment                                                      |      |
| Busters                 | 27. November | 5          | Jieun Takara Minji Seira Nami                                                   | Aktiv             | Marbling E&M Inc. und JTG Entertainment                                  |      |
| Chic Angel              | 16. Februar  | 3          | U-Hee LaEun Dayeon                                                              | Aktiv             | Liz Entertainment                                                        |      |
| Chloris                 | 22. November | 4          | Seonwoo Mijin Cheoum Jinny                                                      | 2020              | FAB Entertainment                                                        |      |
| Favorite                | 6. Juli      | 6          | Gaeul Saebom Seoyeon Sugyeong Jeonghee Ahra                                     | Aktiv             | Astory Entertainment                                                     |      |
| GeeGu                   | 25. Oktober  | 6          | Haeyeon Taera Yeori Haru GaGa JuJu                                              | 2021              | Star Entertainment                                                       |      |
| Girls' Alert            | 25. Mai      | 3          | Jisung Seulbi Gooseul                                                           | seit 2020 Inaktiv | Roots Entertainment                                                      |      |
| Good Day                | 30. August   | 10         | Heejin Genie Cherry Chaesol Nayoon Jiwon Haeun Viva Bomin Lucky                 | 2019              | C9 Entertainment                                                         |      |
| G-reyish                | 1. Juni      | 4          | Hyeji Shinyoung Yena Yeso                                                       | 2022              | Hyuk & Company (bis 2020) BIGOCEAN ENM (seit 2021)                       |      |
| Hashtag                 | 11. Oktober  | 5          | Hyunji Sua Seungmin Subin Sojin                                                 | 12. Oktober 2024  | LUK Factory (bis 2022) Wannabe Entertainment und LUK Factory (seit 2022) |      |
| HeyGirls                | 19. November | 3          | Sulhee Jein Chaerin                                                             | 2023              | Moai Entertainment                                                       |      |
| Hi Cutie                | 12. Oktober  | 2          | Yujin Yunjeong Chaerin (bis2022) Eungi (bis 2023)                               | 2023              | Space Music                                                              |      |
| H.U.B                   | 9. Februar   | 2          | Rui Hyosun                                                                      | 2019              | New Planet Entertainment                                                 |      |
| K.A.R.D a               | 19. Juli     | 4          | J.Seph (Kim Tae-hyung) BM (Matthew Kim) Somin (Jeon So-min) Jiwoo (Jeon Ji-woo) | Aktiv             | DSP Media (RBW-Gruppe)                                                   |      |
| Lipbubble               | 22. März     | 5          | Winy Mirae Haea Eunbyeol Hanbi                                                  | 2019              | Zenith Media                                                             |      |
| Marmello                | 24. Mai      | 5          | Hyeona Yuna Doeun Daeun Gaeun                                                   | 2019              | Rolling CultureOne                                                       |      |
| Rose Queen              | 17. Februar  | 5          | Gaeun Jini Lia Ara Sera                                                         | Aktiv             | New Code Music                                                           |      |
| S2U                     | 25. Mai      | 4          | SuJeong SeEun Sei GaHyun                                                        | 2019              | One Shot Entertainment                                                   |      |
| S.I.S                   | 25. August   | 6          | Minzy Gaeul Anne Sebin J-Sun (bis 2019) Dal (bis 2019)                          | 2020              | XX Entertainment                                                         |      |
| Walwari a               | 12. Januar   | 3          | Mr. Boombox J’yunky Suhyun                                                      | 2020              | HIstar Entertainment                                                     |      |
| Weki Meki               | 8. August    | 8          | Suyeon Elly Yoojung Doyeon Sei Lua Rina Lucy                                    | 8. August 2024    | Fantagio                                                                 |      |

### 2018
| Name                      | Debüt         | Mitglieder | Namen | Auflösung         | Talentagentur                                                                                                 | Bild |
| ------------------------- | ------------- | ---------- | --- | ----------------- | --- | ---- |
| AZM                       | 2. März       | 4          | Eunji Youkyung Suhyun Lok | 2020              | INNO-K Entertainment                                                                                          |      |
| Blue Fox                  | 12. Oktober   | 5          | Song Eyaki Yeonji Ayeon JH Jenny | 2022              | Blue Fox Entertainment                                                                                        |      |
| Destiny                   | 28. September | 4          | Bohye J.C Yooyeong Sui | Aktiv             | FATE Entertainment und Shine E&M                                                                              |      |
| DreamNote                 | 7. November   | 6          | YOUI BoNi Lara MISO Sumin Eunjo | Aktiv             | iMe Korea |      |
| Fromis 9                  | 24. Januar    | 5          | Hayoung Jiwon Chaeyoung Nagyung Jiheon Saerom (bis 31. Dezember 2024) Jisun (bis 31. Dezember 2024) Seoyeon (bis 31. Dezember 2024) Gyuri (bis 31. Juli 2022)                                                                     | Aktiv             | Off the Record und Stone Music Entertainment (bis 2021) Pledis Entertainment (2021 bis 2024) ASND (seit 2025) |      |
| flor_us                   | 18. Dezember  | 3          | Jinhyeon Jisong Suhwa | 2021              | YEOM Entertainment                                                                                            |      |
| GBB                       | 1. Mai        | 5          | Chaehee Doori Sona Jini Cheris | 2020              | ProBeat Company und LOUDers Entertainment                                                                     |      |
| (G)I-DLE seit 2025: i-dle | 2. Mai        | 5          | Miyeon Minnie Soyeon Yuqi Shuhua Soojin (bis 2021) | Aktiv             | Cube Entertainment                                                                                            |      |
| Girlkind                  | 17. Januar    | 4          | JK Medic Jin Xeheun Ellyn | 2022              | Next Level Entertainment                                                                                      |      |
| GWSN (Girls in the Park)  | 5. September  | 7          | Seoryoung Miya Seokyoung Anne Minju SoSo Lena | 2023              | The Wave Music                                                                                                |      |
| IZ*ONE                    | 29. Oktober   | 12         | Kwon Eun-bi Miyawaki Sakura Kang Hye-won Choi Ye-na Lee Chae-yeon Kim Chae-won Kim Min-ju Yabuki Nako Honda Hitomi Jo Yu-ri Ahn Yu-jin Jang Won-young                                                                             | 2021              | Off the Record Entertainment                                                                                  |      |
| Loona                     | 20. August    | 11 (12)    | ViVi (bis 2023) Yves (bis 2023) JinSoul (bis 2023) HaSeul (bis 2023) Kim Lip (bis 2023) HeeJin (bis 2023) HyunJin (bis 2023) Go Won (bis 2023) Choerry (bis 2023) Olivia Hye (HyeJu) (bis 2023) YeoJin (bis 2023) Chuu (bis 2022) | seit 2022 Inaktiv | Blockberry Creative                                                                                           |      |
| Musky                     | 1. Juli       | 2          | Han Geumjoo | Aktiv             | Play K Entertainment                                                                                          |      |
| My Darling                | 26. April     | 5          | Ubyul SeoRa Eunbit Haruka Mitsuki | 2020              | AL Entertainment                                                                                              |      |
| Nature                    | 3. August     | 9          | Sohee Aurora Saebom Lu Chaebin Haru Loha Uchae Sunshine Gaga (bis Oktober 2019) Yeolmae (nicht debütiert) | 27. April 2024    | n.CH Entertainment                                                                                            |      |
| Neon Punch                | 27. Juni      | 5          | Dayeon Dohee BAEKAH MAY IAAN | 2020              | A100 Entertainment                                                                                            |      |
| PinkFantasy               | 24. Oktober   | 6          | SeeA Arang Momoka Miku Heesun Daewang | 5. Juli 2024      | Mydoll Entertainment                                                                                          |      |
| Rose Finger               | 3. Oktober    | 4          | Hayan Hyebin Segye Daun | 2020              | YC:Bros Entertainment                                                                                         |      |
| Saturday                  | 18. Juli      | 4          | Juyeon Yuki Ayeon Minseo Chaewon (nur 2018) Chohee (bis 2019) Sion (bis 2019) Sunha (bis 2019) Haneul (bis 2023) | Aktiv             | SD Entertainment (bis 2022) Yoonso Group (seit 2023)                                                          |      |
| Siosijak                  | 12. März      | 4          | Yelim Sun-A Hayeon Eunbee | 2020              | Good Dream Entertainment                                                                                      |      |
| WeGirls                   | 31. August    | 7          | JungA Yehana Byeoljji Kimi Do Hayoon Rhai Yerim | 2022              | Aftermoon Entertainment                                                                                       |      |

### 2019
| Name            | Debüt         | Mitglieder | Namen | Auflösung         | Talentagentur             | Bild |
| --------------- | ------------- | ---------- | --- | ----------------- | ------------------------- | ---- |
| 3YE             | 21. Mai       | 3          | Yurim Yuji Haeun | 15. November 2024 | GH Entertainment          |      |
| API             | 18. April     | 3          | Heejoo Haru Dany | 2021              | Brickwork Company         |      |
| BVNDIT          | 10. April     | 5          | Yiyeon Songhee Jungwoo Simyeong Seungeun                                                                                 | 2022              | MNH Entertainment         |      |
| Cherry Bullet   | 21. Januar    | 7          | Haeyoon Yuju Bora Jiwon Remi Chaerin May Mirae (bis Dezember 2019) Kokoro (bis Dezember 2019) Linlin (bis Dezember 2019) | 22. April 2024    | FNC Entertainment         |      |
| Everglow        | 18. März      | 6          | E:U Sihyeon Mia Onda Aisha Yiren                                                                                         | Aktiv             | Yuehua Entertainment      |      |
| Fanatics        | 6. August     | 6          | Doi Chiayi Via Yoonhye Rayeon Doah                                                                                       | 12. Oktober 2024  | FENT Entertainment        |      |
| Girl Crush      | 8. April      | 4          | Bomi Zia Sena Hayun | Aktiv             | DAM Entertainment         |      |
| ICU             | 22. Oktober   | 4          | A-bin Naye Chae-i Miku                                                                                                   | Aktiv             | Liz Entertainment         |      |
| Itzy            | 11. Februar   | 5          | Chaeryeong Lia Ryujin Yeji Yuna                                                                                          | Aktiv             | JYP Entertainment         |      |
| K-Tigers Zero a | 19. September | 10         | Taemi Junhee Hyunmin Yejun Seungheon Taeseong Boseong Youngung Jeonghyeon Minseo                                         | Aktiv             | K-Tigers E&C und DR Music |      |
| Lusty           | 26. Juni      | 5          | Harin Junhui Isol Yoonji Yeryung                                                                                         | 2021              | Baba Play                 |      |
| Rocket Punch    | 7. August     | 6          | Juri Yeonhee Suyun Yunkyoung Sohee Dahyun                                                                                | Aktiv             | Woollim Entertainment     |      |

## 2020 bis 2025

### 2020
| Name          | Debüt         | Mitglieder | Namen | Auflösung        | Talentagentur                                              | Bild |
| ------------- | ------------- | ---------- | --- | ---------------- | ---------------------------------------------------------- | ---- |
| Aespa         | 17. November  | 4          | Karina Giselle Winter NingNing                                                                                              | Aktiv            | SM Entertainment                                           |      |
| Asome.D       | 19. Oktober   | 3          | Zi.L Dada Nahyun | Aktiv            | DY Entertainment und PlusWin                               |      |
| BlingBling    | 17. November  | 6          | Yubin Jieun Ayamy Marin Juhyun Narin                                                                                        | 2022             | Major9                                                     |      |
| Botopass      | 26. August    | 8          | Mihee Seoyoon Cui Xiang Jiwon Shiho Ria Harin Ahyoon                                                                        | 2022             | WKS ENE und JMG                                            |      |
| Cignature     | 3. Februar    | 7          | Chaesol Jeewon Seline Belle Semi Chloe (seit Juni 2021) Dohee (seit Juni 2021) Ye Ah (bis April 2021) Sunn (bis April 2021) | 3. Dezember 2024 | J9 Entertainment                                           |      |
| Craxy         | 3. März       | 4          | Wooah Karin Hyejin Swan ChaeY (bis Juli 2023)                                                                               | Aktiv            | S.A Itainment                                              |      |
| Episode       | 4. Februar    | 4          | Yeji Areum SooA Yena | Aktiv            | Pops Entertainment                                         |      |
| Floria        | 11. August    | 4          | Sumi Jo Ara Yeseul Hanna | 18. April 2024   | DK Entertainment                                           |      |
| Girls2000     | 5. März       | 4          | Seolhee Dowon Haiyan Lucky                                                                                                  | 8. Januar 2023   | Donggyeong Planning, Lamia Music und T.K. Production       |      |
| Half Moon     | 11. Januar    | 4          | Dal SaeBit Hanbyul Hyeonji                                                                                                  | Aktiv            |                                                            |      |
| Like Me       | 24. Mai       | 4          | Cindy Leeda Harin Danbi | Aktiv            | Space Music                                                |      |
| Lunarsolar    | 2. September  | 4          | Eseo Jian Taeryoung Yuuri                                                                                                   | 2022             | JPlanet Entertainment                                      |      |
| Maka Maka     | 4. August     | 5          | Heesu Daseul Chaewon Dia Eunbi                                                                                              | Aktiv            | Bluemoon Entertainment                                     |      |
| Precious      | 23. September | 3          | Eun B Min Hanwoom | 17. Februar 2024 | UMI Entertainment                                          |      |
| Prisma        | 31. Oktober   | 5          | Gyeongmin Eunbyeol Sally Nia Miriam                                                                                         | November 2023    | UnionWave Entertainment                                    |      |
| Q6IX          | 23. September | 3          | Haeun Hyunjoo Chaehee | Aktiv            | Retro Entertainment                                        |      |
| Secret Number | 19. Mai       | 6          | Léa Dita Jinny Soodam Minji (seit Oktober 2021) Zuu (seit Oktober 2021) Denise (bis Februar 2022)                           | Aktiv            | Vine Entertainment                                         |      |
| STAYC         | 12. November  | 6          | Sumin Sieun Isa Seeun Yoon J                                                                                                | Aktiv            | High Up Entertainment                                      |      |
| Weeekly       | 30. Juni      | 6          | Soojin Monday Soeun Jaehee Jihan Zoa Jiyoon (bis Juni 2022)                                                                 | Aktiv            | Play M Entertainment (2021 umbenannt in IST Entertainment) |      |
| Wooah         | 15. Mai       | 5          | Nana Wooyeon Sora Lucy Minseo                                                                                               | Aktiv            | SSQ Entertainment                                          |      |

### 2021
| Name         | Debüt         | Mitglieder | Namen                                                                                         | Auflösung | Talentagentur                                           | Bild |
| ------------ | ------------- | ---------- | --------------------------------------------------------------------------------------------- | --------- | ------------------------------------------------------- | ---- |
| Azer         | 1. September  | 7          | Youkyung Yujin Juyeon Jaein Mijeong Minseo Soyeon                                             | Aktiv     | Howon University (Abt. K-Pop)                           |      |
| Beauty Box   | 23. September | 4          | Chaeeun Gahyun Sori Via                                                                       | Aktiv     | BY-U Entertainment                                      |      |
| Billlie      | 10. November  | 7          | Moon Sua Suhyeon Haram Tsuki Sheon Siyoon Haruna                                              | Aktiv     | Mystic Story                                            |      |
| Ferry Blue   | 6. September  | 6          | Dozin Xiho Hyeyoung Hyeonji Seona Seul                                                        | Aktiv     | Paekche Institute of Arts (Abt. K-Pop Music Production) |      |
| Ichillin'    | 8. September  | 7          | E.Ji Jackie Joonie Chaerin Yeju Chowon Jiyoon (seit Oktober 2022) Sohee (bis Juli 2022)       | Aktiv     | KM Entertainment                                        |      |
| Ive          | 1. Dezember   | 6          | Yujin Gaeul Rei Wonyoung Liz Leeseo                                                           | Aktiv     | Starship Entertainment                                  |      |
| Lightsum     | 10. Juni      | 6          | Sangah Chowon Nayoung Hina Juhyeon Yujeong Huiyeon (bis Oktober 2022) Jian (bis Oktober 2022) | Aktiv     | Cube Entertainment                                      |      |
| Majors       | 9. März       | 6          | Vita Ida Aki Bian Suzy Shinye                                                                 | Juni 2023 | ANS Entertainment                                       |      |
| Pastel Girls | 27. August    | 5          | Sumin Heebin Soyi Dawoon Dohyun                                                               | Aktiv     | Pops Entertainment                                      |      |
| Pixy         | 24. Februar   | 4          | Dia Lola Sua Rinji Ella (bis August 2022) Satbyeol (bis August 2022) Dajeong (bis Juni 2024)  | Aktiv     | Allart Entertainment und Happy Tribe Entertainment      |      |
| Pritti-G     | 31. August    | 4          | Yeryang Sarang Sojeong Jiyoung                                                                | Aktiv     | Enterrobang                                             |      |
| Purple Kiss  | 15. März      | 6          | Yuki Swan Dosie Chaein Goeun Ireh Jieun (bis November 2022)                                   | Aktiv     | RBW                                                     |      |
| Rocking Doll | 19. Dezember  | 4          | Roa Ahri Juri Rena                                                                            | Aktiv     | SRP Entertainment                                       |      |
| SKYLE        | 4. August     | 4          | Ginny Chaehyeon Erin Ujeong                                                                   | Aktiv     | Good Luck Entertainment                                 |      |
| Tri.be       | 17. Februar   | 6          | Songsun Kelly Hyunbin Jia Soeun Mire Jinha (bis Juli 2023)                                    | Aktiv     | TR Entertainment und Mellow Entertainment               |      |

### 2022
| Name                               | Debüt         | Mitglieder | Namen | Auflösung | Talentagentur                                                     | Bild |
| ---------------------------------- | ------------- | ---------- | --- | --------- | ----------------------------------------------------------------- | ---- |
| Artbeat v                          | 16. November  | 5          | Seyoung Yubin Yoojin Gaeun Haeun                                                                              | Aktiv     | AB Creative                                                       |      |
| Blaze                              | 28. Januar    | 2          | Saeha Haena                                                                                                   | Aktiv     | BLAZE Entertainment                                               |      |
| Classy                             | 5. Mai        | 7          | Hyungseo Chaewon Hyeju Riwon Jimin Boeun Seonyou                                                              | Aktiv     | M25 Entertainment                                                 |      |
| CSR                                | 27. Juli      | 7          | Geumhee Sihyeon Seoyeon Yuna Duna Sua Yeham                                                                   | Aktiv     | PopMusic (2022 umbenannt in A2Z Entertainment) und RBW Japan      |      |
| Fifty Fifty                        | 18. November  | 5          | Keena Chanelle Moon Yewon Hana Athena Aran (bis Oktober 2023) Saena (bis Oktober 2023) Sio (bis Oktober 2023) | Aktiv     | Attrakt Entertainment (2022, seit 2024) Warner Music Korea (2023) |      |
| H1-Key                             | 5. Januar     | 4          | Seoi Riina Yel Hwiseo Sitala (bis Mai 2022)                                                                   | Aktiv     | Grand Line Group                                                  |      |
| ILY:1                              | 4. April      | 6          | Nayu Hana Ara Rona Ririka Elva                                                                                | Aktiv     | FCENM Entertainment                                               |      |
| Irris                              | 6. Juli       | 4          | I.L Liv Yunseul Nina                                                                                          | Aktiv     | Taewon Entertainment und Mellow Entertainment                     |      |
| Kep1er                             | 3. Januar     | 7          | Yujin Xiaoting Chaehyun Dayeon Hikaru Huening Bahiyyih Youngeun Mashiro (bis Juli 2024) Yeseo (bis Juli 2024) | Aktiv     | WAKEONE Entertainment und SWING Entertainment                     |      |
| Lapillus                           | 20. Juni      | 6          | Chanty Shana Yue Bessie Seowon Haeun                                                                          | Aktiv     | MLD Entertainment                                                 |      |
| Le Sserafim                        | 2. Mai        | 5          | Sakura Chaewon Yunjin Kazuha Eunchae                                                                          | Aktiv     | Source Music (Hybe-Corporation-Gruppe)                            |      |
| Mimiirose                          | 16. September | 7          | Hyori Yeonjae Yewon Jia Yunju Anna Yerin                                                                      | Aktiv     | YES IM Entertainment (bis 2023) Pocket7 Entertainment (seit 2024) |      |
| NJZ (bis 6. Februar 2025 NewJeans) | 22. Juli      | 5          | Minji Hanni Danielle Haerin Hyein                                                                             | Aktiv     | ADOR (Hybe-Corporation-Gruppe) (bis 28. November 2024)            |      |
| Nmixx                              | 22. Februar   | 6          | Lily Haewon Sullyoon Bae Jiwoo Kyujin Jinni (bis Dezember 2022)                                               | Aktiv     | SQU4D (JYP Entertainment)                                         |      |
| Peach A!                           | 8. Oktober    | 4          | Ella Yoonseul Joohee Riye                                                                                     | Aktiv     | Better Company und KNJ Music                                      |      |
| Queenz Eye                         | 24. Oktober   | 5          | Wonchae Hannah Narin Ahyoon Damin Jenna (bis April 2023)                                                      | Aktiv     | Big Mountain Entertainment und SISO                               |      |
| UiU                                | 11. Juli      | 5          | Chaelyn Lee Seul Soobin Naye Yeonghwa                                                                         | Aktiv     | Hanyang University                                                |      |
| Viviz                              | 9. Februar    | 3          | SinB Eunha Umji                                                                                               | Aktiv     | BPM Entertainment                                                 |      |

### 2023
| Name         | Debüt         | Mitglieder | Namen | Auflösung       | Talentagentur                                             | Bild |
| ------------ | ------------- | ---------- | --- | --------------- | --------------------------------------------------------- | ---- |
| ADYA         | 9. Mai        | 5          | Yeonsu Seowon Sena Chaeeun Seungchae | Aktiv           | Starting House Entertainment                              |      |
| BabyMonster  | 27. November  | 7          | Ruka Pharita Asa Ahyeon Rami Rora Chiquita | Aktiv           | YG Entertainment                                          |      |
| BB Girls     | 3. August     | 3          | Minyoung Eunji Yuna Youjoung (bis April 2024) | Aktiv           | Warner Music Korea (bis 2024) BBGIRLS Company (seit 2024) |      |
| Bunny.T      | 19. Juni      | 4          | Eun A Cheongeum Nina Jiyoung | Aktiv           | W2 Company                                                |      |
| eite         | 3. November   | 7          | Ari Chaehyun Rena Reo Sia Yuisa Yujin | 18. August 2024 | EVA Entertainment                                         |      |
| Kiss of Life | 5. Juli       | 4          | Julie Natty Belle Haneul | Aktiv           | S2 Entertainment                                          |      |
| La Flor      | 13. März      | 5          | Nayeong Iryang Boeun Eunseo Seohyeon | Aktiv           | Ulsan Ivy Broadcasting Arts Academy                       |      |
| LimeLight    | 14. Februar   | 7          | MiU Suhye Gaeun Serina Nagomi Mashiro Yeseo | Aktiv           | 143 Entertainment                                         |      |
| Loossemble   | 15. September | 5          | HyunJin YeoJin Vivi Go Won HyeJu | Aktiv           | CTDE&M                                                    |      |
| Primrose     | 13. Januar    | 4          | Rainie Nahyun Ruby Hayun | Aktiv           | AO Entertainment                                          |      |
| QI.X         | 22. März      | 3          | Prin jiGOOK Sen | Aktiv           | Sweet Potato Productions                                  |      |
| QWER         | 18. Oktober   | 4          | Chodan Magenta Hina Siyeon | Aktiv           | 3Y Corporation und Tamago Production                      |      |
| tripleS      | 13. Februar   | 24         | YooYeon Mayu Xinyu NaKyoung SoHyun DaHyun Nien SeoYeon JiYeon Kotone ChaeYeon YuBin JiWoo Kaede ShiOn Lynn Sullin HyeRin ChaeWon HaYeon SooMin YeonJi JooBin SeoAh | Aktiv           | Modhaus                                                   |      |
| X:in         | 11. April     | 5          | E.Sha Nizz Nova Hannah Aria | Aktiv           | ESCROW Entertainment                                      |      |
| Young Posse  | 18. Oktober   | 5          | Doeun Jiana Jieun Sunhye Yeonjung | Aktiv           | DSP Media (RBW-Gruppe)                                    |      |

### 2024
| Name        | Debüt         | Mitglieder | Namen                                                                | Auflösung | Talentagentur                        | Bild |
| ----------- | ------------- | ---------- | -------------------------------------------------------------------- | --------- | ------------------------------------ | ---- |
| 3piece      | 5. August     | 3          | Yubeen Sohyeon Namkyung                                              | Aktiv     | SW Entertainment                     |      |
| ARTMS       | 31. Mai       | 5          | JinSoul HaSeul Kim Lip HeeJin Choerry                                | Aktiv     | Modhaus                              |      |
| Astell      | 9. Juli       | 4          | Byeoljji IKnow Lynee Marina                                          | Aktiv     | Errday                               |      |
| Badvillain  | 3. Juni       | 7          | Emma Chloe Young HU’E Ina YunSeo Vin Kelly                           | Aktiv     | BPM Entertainment                    |      |
| Bewave      | 17. April     | 6          | Zena Ain Yunseul Lena Jiun Gowoon                                    | Aktiv     | Gold Dust Entertainment              |      |
| B-OURS      | 16. Mai       | 4          | Subin Seyeon Sunwoo Chaeeun                                          | Aktiv     | Wannabe Entertainment                |      |
| Candy Shop  | 27. März      | 4          | Soram Yuina Sui Sarang                                               | Aktiv     | Brave Entertainment                  |      |
| Clear:i     | 31. Juli      | 5          | Sang Do Hayoon Yuyeon Eunsul Jiyu                                    | Aktiv     | keine (unabhängig)                   |      |
| Geenius     | 5. Januar     | 5          | Yeyoung Sion Mika Zoe Andamiro                                       | Aktiv     | HOMe                                 |      |
| Illit       | 25. März      | 5          | Iroha Minju Moka Wonhee Yunah                                        | Aktiv     | Belift Lab (Hybe-Corporation-Gruppe) |      |
| I:mond      | 4. Juni       | 4          | E-Seol Miku Ahyeon Youngwon                                          | Aktiv     | Be The Max Entertainment             |      |
| izna        | 25. November  | 7          | Mai Bang Jeemin Yoon Jiyoon Koko Ryu Sarang Choi Jungeun Jeong Saebi | Aktiv     | WAKEONE Entertainment                |      |
| Jaessbee a  | 11. November  | 3          | Jaejae SeungHeon Gabee                                               | Aktiv     | MMTG Civilization Express            |      |
| Katseye     | 28. Juni      | 6          | Manon Sophia Daniela Lara Megan Yoonchae                             | Aktiv     | Hybe Corporation und Geffen Records  |      |
| KELT9b      | 23. November  | 5          | Euijeong Haeseo LuA Minju Chaerin                                    | Aktiv     | US Media Group                       |      |
| LoveOne     | 22. November  | 5          | Yousom Yuna Yume Chaei Ayeon                                         | Aktiv     | CMG Stars                            |      |
| Madein      | 3. September  | 7          | Mashiro MiU Suhye Yeseo Gaeun Serina Nagomi                          | Aktiv     | 143 Entertainment                    |      |
| MEOVV       | 6. September  | 5          | Sooin Gawon Anna Narin Ella                                          | Aktiv     | The Black Label                      |      |
| MNZ         | 29. Juli      | 5          | Mimi Lee Eun-ji Shanmin (Dance) Sejin (Dance) Dasom (Dance)          | Aktiv     | keine (unabhängig)                   |      |
| N-DAY       | 23. Januar    | 3          | Bada Joo Hyokyung                                                    | Aktiv     | RJ Entertainment                     |      |
| New-L       | 27. September | 3          | DiDi Wool ChaeLin                                                    | Aktiv     | SW Entertainment                     |      |
| Odd Youth   | 1. November   | 5          | Ye Eum Kanie Maika Myah Summer                                       | Aktiv     | TOP Media                            |      |
| Rescene     | 26. März      | 5          | Woni Liv Minami May Zena                                             | Aktiv     | The Muze Entertainment               |      |
| Say My Name | 16. Oktober   | 7          | Hitomi Kanny Mei Dohee Junhwi Soha Seungjoo                          | Aktiv     | iNKODE Entertainment                 |      |
| Spia        | 2. April      | 5          | Nahee Hana Kaya Beeney Sera                                          | Aktiv     | Campus Entertainment                 |      |
| Unis        | 27. März      | 8          | Hyeonju Nana Gehlee Kotoko Yunha Elisia Yoona Seowon                 | Aktiv     | F&F Entertainment                    |      |
| VCHA        | 26. Januar    | 6          | Lexi Camila Kendall Savanna KG Kaylee                                | Aktiv     | JYP Entertainment                    |      |
| VVUP        | 1. April      | 4          | Hyunny Kim Paan Suyeon                                               | Aktiv     | EgoENT                               |      |
| W!tchX      | 6. November   | 5          | Lucia Mago Mari Niaa Mew                                             | Aktiv     | Artform Entertainment und Inmedia    |      |

### 2025
| Name             | Debüt       | Mitglieder | Namen                                           | Auflösung | Talentagentur          | Bild |
| ---------------- | ----------- | ---------- | ----------------------------------------------- | --------- | ---------------------- | ---- |
| 4X4              | 19. Juli    | 5          | JiHee SeoYoon MyeongGyeong Seung SeoWon         | Aktiv     | 4X4 Creative           |      |
| ablume           | 9. Mai      | 3          | Saena Sio Aran                                  | Aktiv     | Massive E&C            |      |
| Allday Project a | 23. Juni    | 5          | Annie Tarzzan Bailey Woochan Youngseo           | Aktiv     | The Blacklabel         |      |
| AtHeart          | 13. August  | 7          | Michi Arin Katelyn Bome Seohyeon Aurora Nahyun  | Aktiv     | Titan Content          |      |
| Baby DONT Cry    | 23. Juni    | 4          | Yihyun Kumi Mia Beni                            | Aktiv     | P Nation               |      |
| CrazAngel        | 10. Juli    | 4          | Solmi Daze Shannie Ahon                         | Aktiv     | FORBEST Entertainment  |      |
| DIVA-X           | 20. Juni    | 6          | Usin Daisy Hayan Yuri Chae Chae Soeun           | Aktiv     | Danah Entertainment    |      |
| Hearts2Hearts    | 24. Februar | 8          | Jiwoo Carmen Yuha Stella Juun A-na Ian Ye-on    | Aktiv     | SM Entertainment       |      |
| Hidden Glow      | 10. Januar  | 4          | I:RINA Hada Kiki Florea                         | Aktiv     | keine (unabhängig)     |      |
| HITGS            | 28. April   | 5          | VV Seojin Seohee Hyerin Iyoo                    | Aktiv     | H Music Entertainment  |      |
| ifeye            | 8. April    | 6          | Won Hwayeon Taerin Rahee Kasia Meu Sasha        | Aktiv     | Hi-Hat Entertainment   |      |
| Kandis           | 14. Januar  | 4          | Hello Nine Venny Looky                          | Aktiv     | 60DGRS                 |      |
| KiiiKiii         | 24. März    | 5          | Jiyu Leesol Sui Haum Kya                        | Aktiv     | Starship Entertainment |      |
| Kiiras           | 29. Mai     | 6          | LingLing Kurumi Harin Kylie Doyeon Roah         | Aktiv     | Lean Branding          |      |
| M.Prism          | 28. März    | 5          | Windy Naye Kyrin Abin Miku                      | Aktiv     | Liz Entertainment      |      |
| Re:Hearts a      | 7. Juni     | 4          | Lyle Myu Mizi Yuho                              | Aktiv     | keine (unabhängig)     |      |
| UDDT             | 29. April   | 5          | Risako Han Chaehee Koo Hanna Jessica Kwon Yejin | Aktiv     | SW Entertainment       |      |
| USPEER           | 4. Juni     | 7          | YeoWon SoEe SiAn SeoYu DaOn ChaeNa Roa          | Aktiv     | WM Entertainment       |      |
| VVS              | 22. April   | 5          | Brittney Ilee Rana Jiu Liwon                    | Aktiv     | MZMC Inc.              |      |